# Joachim Rachel (Pastor, um 1600)
Joachim Rachel (* um 1600 in Malchow; † 15. Mai 1664 in Wesselburen) war ein deutscher Pastor und Schriftsteller.

## Leben und Wirken
Joachim Rachel war der Sohn eines gleichnamigen Ratsherren und Kämmerers in Malchow († vermutlich vor 1613) und dessen Ehefrau Margareta († 1614/15). Ihr Vater war der aus Malchow gebürtige Pastor von Kirch Rosin Martin Bambam. Sein Bruder Mauritius Rachel wirkte als Pastor in Lunden.
Rachel, dessen Eltern früh starben, schrieb sich im Juni 1616 an der Universität Rostock ein. Wenig später ging er mit seinem Vetter Joachim nach Kiel, wo dieser als Konrektor der Lateinschule arbeitete. Da er 1617 notierte, „Scholae Chiloniensis Alumnus“ zu sein, besuchte er dort wahrscheinlich die Lateinschule. Anschließend muss er noch kurzzeitig Theologie studiert haben. Schon 1620 saß er als Kantor in Lunden auf der am schlechtesten bezahlten Stelle der dortigen Lateinschule. Zu dieser Stelle hatte ihm fraglos sein Bruder Mauritius verholfen hatte. 1623 erhielt Rachel eine Stelle als Diakon in Sankt Peter auf Eiderstedt. Im Folgejahr wechselte er als Diakon nach Wesselburen, wo er 1625 Archidiakon und 1662 Hauptpastor wurde.

## Werke
Rachel verfasste, seinem Bruder ähnlich, viele Gelegenheitsgedichte in lateinischer Sprache. Diese kamen nicht gesammelt, sondern als Einzelwerke heraus. 1622 wurde er zum Poeta laureatus ernannt. Hinzu kamen ab 1627 mehrere Erbauungsbücher in deutscher Sprache. Diese basierten offensichtlich zumeist auf seinen Predigten. Das Buch Regina Arabiae aus dem Jahr 1653 widmete er, für seine Zeit ungewöhnlich, seiner Frau.
Rachel schrieb deutlich moderner als sein gleichnamiger Vetter. Seine Bücher fanden weitere Verbreitung als die seines Bruders Mauritius, der nur Gelegenheits- und theologische Streitschriften verfasste. 1636 kritisierte Rachel in einer Schrift die aufkommende Mode des Kapuzentragens, wofür ihn der unter Pseudonym schreibende Autor „Fedinandus Boldershusius“ verschmähte. Bei diesem Spötter handelte es sich vermutlich um den Gottorfer Generalsuperintendent Johannes Reinboth.

## Familie
Rachel heiratete am 11. April 1624 in Lunden Margareta, geborene Schröder, die 1653 starb. Ihr Vater hieß Christian Schröder. Aus der Ehe ging eine Tochter hervor, die jung verstarb.
In zweiter Ehe heiratete Rachel um 1655 eine Frau namens Margareta. Sie war in erster Ehe verheiratet mit dem Wesselburener Diakon Joachim Thiessen († 1652). Ihr Vater Johannes Schröder wirkte als Diakon an der Hamburger St. Jacobikirche. In dritter Ehe heiratete sie den Lundener Pastor Heinrich Fischer († 1679).